# 五所の家小禄
五所の家 小禄（ごじょのや ころく、1949年12月4日 - ）は、京都府京都市出身の落語家。本名は高橋 平明。

## 人物
京都産業大学卒業。はじめは露の五郎に師事し、後に笑福亭松之助に再入門。弟弟子の明石家さんまの大ブレイクであまり目立たなかったが、京都新京極の京都花月劇場をホームグラウンドとして、独演会を開くなど活躍した。松之助・さんま同様、上方落語協会には所属していない。
デビュー当初はタレント志望が強かったが、新作落語・古典落語ともに演じた。さんまと京都で落語2人会をやったこともあり（客として、やしきたかじんと当時の愛人の２人だけに行ったこともあり、さんまはそれを恩義に感じている）、さんまが巨人の小林繁の形態模写をしたのに対して、張本勲の形態模写をした。芸名を合わすために「明石家ひらめ」に改名の話もあった。
京都花月の出番を終えたNSC(吉本総合芸能学院)の出身芸人などを食事に誘うなど後輩の面倒みはよかったらしい。一時「カレッジⅠ」という6人組のコントユニットを結成し活動していたことがある（メンバーの1人に現在吉本契約社員である坂田きみお（坂田利夫の弟子）がいた）。
弟子には小七、ポッポ、小八、クックなどがいた。芸能活動の傍ら京都・祇園で飲食店「スナック小禄」を開くが、金銭トラブルが原因で芸界から去ることとなり、1992年秋に事業の失敗で一度目の廃業。
1993年に裁判所から破産決定が下る。また、この頃詐欺罪で逮捕されていたとの報道がある。
流転の後、1996年に母親の実家のある岐阜県に移り住む。スナックを経営、東海地方にて復帰するも表舞台に立つことはなかった。
このため、吉本興業の関係者では長らく「死亡した」こととされていた。2019年に営まれた、師匠である笑福亭松之助の葬儀にも顔を出していなかったことも、死亡説に真実味を帯びさせる要因となった。
2021年末まで岐阜市に女性と暮らしていたが、警察が出動するほどの激しい喧嘩の後に姿を消す。
2022年5月19日、東海テレビとメ～テレで逮捕の報道。ニュースによると名古屋市中村区に在住、知人で愛知県豊田市の自営業の男性（50）に「イベントの仕事を受けたんだが、準備金が足りないので200万円を貸して欲しい」などと嘘の内容の電話をかけ、現金200万円を振り込ませだまし取った疑い。その後余罪が明らかになり6月8日に再逮捕。報道によると語り口は弟弟子のさんまに似ており、落語家としては「都家福助」の名前を名乗ったという。奇しくも先述の死亡説は今回の事件ではっきりと覆された。
罪状に対しては公判を経て、2022年10月に名古屋地裁岡崎支部で懲役2年の実刑判決が出た。

## 経歴
- 1972年6月 - 2代目露の五郎（のちの2代目露の五郎兵衛）に入門し、露の小治郎を名乗る。
- 1974年10月 - 2代目笑福亭松之助の門下に移り、明石家小禄と改名。
- 1981年7月 - 家号を出身地にちなんだ「五所の家」に変更し、五所の家小禄と改名した。
- 1982年4月 - 6人組コントユニット「カレッジI」結成。当時のメンバーには、ひょうろく（岡田泰宏）・まさお（赤滝政信）・純（中西一一）・げんき（小島昭文）・きみお（鈴木君男）がいた。ジャンルは形態模写・物真似・珍芸の3種類。ヤコッペティのビンタ演奏、寺の除夜の鐘、養鶏場の朝などがあった。京都花月の舞台ではダウンタウンとからむこともあり、この頃は髭を蓄えていた。
- 1986年3月 - カレッジI 解散。
- 1992年秋 - 廃業。
- 1993年（時期不明） - 詐欺罪で逮捕される[2]。
- 1993年9月27日 - この日、京都地裁が破産決定を出す。負債は約1億5000万円[1]。
- 1996年 - 流転の後、岐阜市に転居。
- 1998年 - 右京小禄と改名し芸能活動再開。
- 1999年 - 岐阜柳ヶ瀬にて飲食店を開業。
- 2006年 - 初頭 衆議院議員・佐藤ゆかりを名誉後援会長に迎え、春に佐藤ゆかり後援会バスツアーにコンダクターとして参加。夏、詐欺等の金銭トラブル多発で失踪。
- 2009年7月、10月 - 名古屋の三楽座にて落語会を開催。
- 2010年4月27日 - 愛知県西尾市ロータリークラブ第2555回例会に営業出演。
- 2011年2月 - 旧知の芸人間で心筋梗塞で死亡との説が流れる。2022年の逮捕により生存確認されるまで死去していると思っていた者もいた[11]。
- 2022年5月 - 詐欺罪で逮捕。
- 2022年10月 - 懲役2年の実刑判決が出る。